# 顯祐
金顯祐（韓語：김현우，羅馬化：Kim Hyun Woo，1985年1月18日—），藝名顯祐，韓國男演員、歌手。江原道以陸軍軍種役畢後，以2008年電影《霜花店》出道。父亲为《野草莓》等多部电影的导演金秀滢。

## 出演作品

### 電視劇
- 2009年：MBC《泰熙慧喬智賢》飾演 顯祐
- 2009年：SBS《Dream》
- 2010年：MBC《Pasta》飾演 李智勳
- 2010年：KBS《國家的呼喚》飾演 那俊旻
- 2010年：MBC《教你談戀愛》飾演 吳智勳
- 2011年：KBS《Dream High》飾演 《Music Bank》MC（特別出演）
- 2011年：KBS《Drama Special－Hair Show》飾演 尹相烈
- 2011年：SBS《樹大根深》飾演 成三問
- 2011年：JTBC《住在清潭洞》飾演 顯祐
- 2013年：OCN《The Virus》飾演 金仁哲
- 2013年：SBS《醜八怪警報》飾演 姜哲修
- 2013年：JTBC《皇家別墅》（特別出演）
- 2014年：KBS《Drama Special－咖哩的味道》飾演 車庚彪
- 2014年：tvN《岬童夷》飾演 車道赫（青年時期）
- 2014年：KBS《貓來了》飾演 廉治雄
- 2015年：O'live（朝鲜语：올'리브）《宥美的房間》飾演 吳志嵐
- 2015年：Naver TV《甜蜜的誘惑》飾演 顯祐
- 2015年：JTBC《錐子》飾演 朱康旼
- 2016年：SBS《大撲》飾演 朝鮮景宗
- 2016年：KBS《月桂樹西裝店的紳士們》飾演 姜太陽
- 2017年：MBC《自體發光辦公室》飾演 姜太陽（特別出演）
- 2017年：JTBC《有可能知道的人》飾演 浩恩的前輩（特別出演）
- 2017年：SBS《Bravo My Life》飾演 金範祐
- 2018年：MBN《魔女之愛》飾演 馬成太
- 2019年：JTBC《耀眼》飾演 權長浩 （特別出演）
- 2019年：KBS《99億的女人》飾演 姜太賢 （特別出演）
- 2021年：JTBC《Law School》飾演 劉勝
- 2021年：SBS《暫緩離別，一周》飾演 金善宰
- 2023年：SBS《花書生熱愛史》飾演 李倉

### 電影
- 2008年：《霜花店》飾演 健龍衛
- 2013年：《殺人漫畫》飾演 金永秀
- 2015年：《朝鮮名偵探：消失的短工女兒（朝鲜语：조선명탐정: 사라진 놉의 딸）》飾演 吸血鬼（特別出演）
- 2018年：《朝鮮名偵探：吸血怪魔的秘密》飾演 庶子世子（友情出演）
- 2023年：《霉菌之花》

### MV
- 2009年：24/7《那傢伙的女人》（與李章宇、魯敏宇、潤娥）
- 2010年：A-ble《Dead Love》
- 2011年：鄔禎琳《記得我愛你》
- 2013年：100% V《下班路》
- 2015年：JuB（朝鲜语：주비 (가수)）（Sunny Hill）& GUMMY《No Reply》
- 2015年：Fly to the Sky《那樣算了》
- 2015年：Fly to the Sky《一定要恨的話》

### 音樂劇
- 2011年：《真的真的喜歡你》
- 2014年：《咖啡因》飾演 姜智閔

## 綜藝節目
- 2010年：FashionN《Treasure Hunter》
- 2010年：MBC《蜜罐子》
- 2010年12月3日－2011年12月2日：KBS《音樂銀行》（與金珉志、Uie共同主持）
- 2014年：K-STAR《王子 in 澳门》
- 2015年：KBS《人类的条件2》
- 2015年：XTM（朝鲜语：XTM）《衝浪的公雞》
- 2017年：KBS《歌曲之爭—勝負》主持
- 2019年：Naver TV《Danny安和显祐的河东旅行》
- 2020年：KBS Joy《Celebriy Beauty》
- 2020年：MBN《我們能再次相愛嗎 (第三季)》
- 2021年：MBC Every1《Brad PT and GYM Carrey》

## 音樂作品
- 2009年：《24 Hours A Day, 7 Days A Week》－ 與李章宇、魯敏宇組成團體 24/7 (Twenty Four Seven) 所發行的專輯
- 2010年：《國家的呼喚》OST － 戒指

## 粉絲見面會
- 2018年6月：日本大阪
- 2019年1月：日本東京

## 獲獎
- 2016年：KBS演技大賞－最佳情侶賞（與李世榮）（月桂樹西裝店的紳士們）

## 腳註
1. ↑  是經本人在Facebook上親自確認的漢字正名
2. ↑  . 싱글리스트. 2020-11-05  [2023-10-12] （韩语）.

## 外部連結
- NAVER （页面存档备份，存于）
- 顯祐的X（前Twitter）
- 顯祐的Instagram帳戶